# فيرتشوال بوي
فيرتشوال بوي (بالإنجليزية: Virtual Boy) (باليابانية: バーチャルボーイ): منصة ألعاب فيديو بتقنية 32-بت من تطوير وتصنيع شركة نينتندو أُطلِقت سنة 1995 في كل من اليابان والولايات المتحدة، وتم تسويقها على أنها أول جهاز ألعاب فيديو قادر على إظهار صور ثلاثية الأبعاد عن طريق تقنية التزيح. يشبه الجهاز أجهزة الواقع الافتراضي التي توضع على الوجه من حيث استخدامها، بحيث يرى اللاعب من خلال العدستين صورة حمراء أحادية اللون. فشلت مبيعات الجهاز ولم تحقق توقعات شركة نينتيندو، فأوقفت الشركة توزيع الجهاز وتطوير ألعاب له سنة 1996، ولم يفق عدد ألعابه 22 لعبة.

## الفشل التجاري
كثرت الانتقادات حول فيرتشوال بوي من النقاد وكانت فشلا تجاريا أدى إلى وقف تصنيعها. ذُكر أن أهم أسباب فشلها التجاري كان بسبب ارتفاع سعرها، وشاشتها أحادية اللون، وتأثيرها «ثلاثي الأبعاد (3D)» غير المبهر، والافتقار إلى قابلية حملها والتنقل، وبعض الأمور الصحية، وبأن ألعابها كانت ذات جودة منخفضة.

## روابط خارجية
- Virtual Boy at Nintendo.com (archived versions at the أرشيف الإنترنت)
- List of Virtual Boy games at جيم فاكس
- فيرتشوال بوي على مشروع الدليل المفتوح
- Virtual Boy Hardware Specifications نسخة محفوظة 8 يوليو 2018 على موقع واي باك مشين. at Planet Virtual Boy
- Virtual Boy Programming Documentation نسخة محفوظة 8 يوليو 2018 على موقع واي باك مشين. at Planet Virtual Boy
- Virtual Boy Review at GBAtemp.net
- Performance Adapter Set at virtual-boy.org